# Ígor Dobrovolski
Ígor Ivánovich Dobrovolski (en ruso: Игорь Иванович Добровольский, en ucraniano: Ігор Іванович Добровольський) (Markov, Unión Soviética, 27 de agosto de 1967) es un exfutbolista ucraniano nacionalizado ruso. Se desempeñaba como extremo y jugó en Rusia, España, Suiza, Italia, Francia, Alemania y Moldavia.
Actualmente ejerce de entrenador del FC Dinamo-Auto Tiraspol de Moldavia.

## Clubes

### Jugador
| Club                  | País            | Años        |
| --------------------- | --------------- | ----------- |
| Zimbru Chişinău       | Unión Soviética | 1984 - 1985 |
| FC Dinamo Moscú       | Unión Soviética | 1985 - 1990 |
| CD Castellón          | España          | 1990 - 1991 |
| Servette FC           | Suiza           | 1991 - 1992 |
| Genoa CFC             | Italia          | 1992        |
| Olympique de Marsella | Francia         | 1992 - 1993 |
| FC Dinamo Moscú       | Rusia           | 1993 - 1994 |
| Atlético de Madrid    | España          | 1994 - 1995 |
| FC Dinamo Moscú       | Rusia           | 1995 - 1996 |
| Fortuna Düsseldorf    | Alemania        | 1996 - 1999 |
| Tiligul Tiraspol      | Moldavia        | 2004 - 2006 |

- Datos: Q353684